# Nossa Senhora da Graça dos Degolados
Nossa Senhora da Graça dos Degolados ist eine Gemeinde (Freguesia) im portugiesischen Kreis Campo Maior. In ihr leben 646 Einwohner (Stand 19. April 2021).

## Söhne und Töchter
- José Joaquim Ribeiro (1918–2002), Bischof von Dili